# Loisach
Loisach er en flod, der løber gennem delstaterne Tyrol i Østrig og Bayern i Tyskland. Den er 114 km lang og er en af Isars bifloder fra venstre. Den har sit udspring nær Ehrwald i Østrig og løber forbi Garmisch-Partenkirchen og ud i søen Kochelsee. Ved Kochelsee løber en del af vandet fra vandkraftproduktionen Walcheseekraftværket ud i Loisach. Floden fortsætter fra Kochelsee og løber ud i Isar ved Wolfratshausen. En kanal går mellem Isar og Loisach for at lede vandet ind i et vandkraftværk, som også bruges til at reducere faren for oversvømmelser i Wolfratshausen.
47°22′17″N 10°52′20″Ø / 47.3715°N 10.8723°Ø